# 복고풍

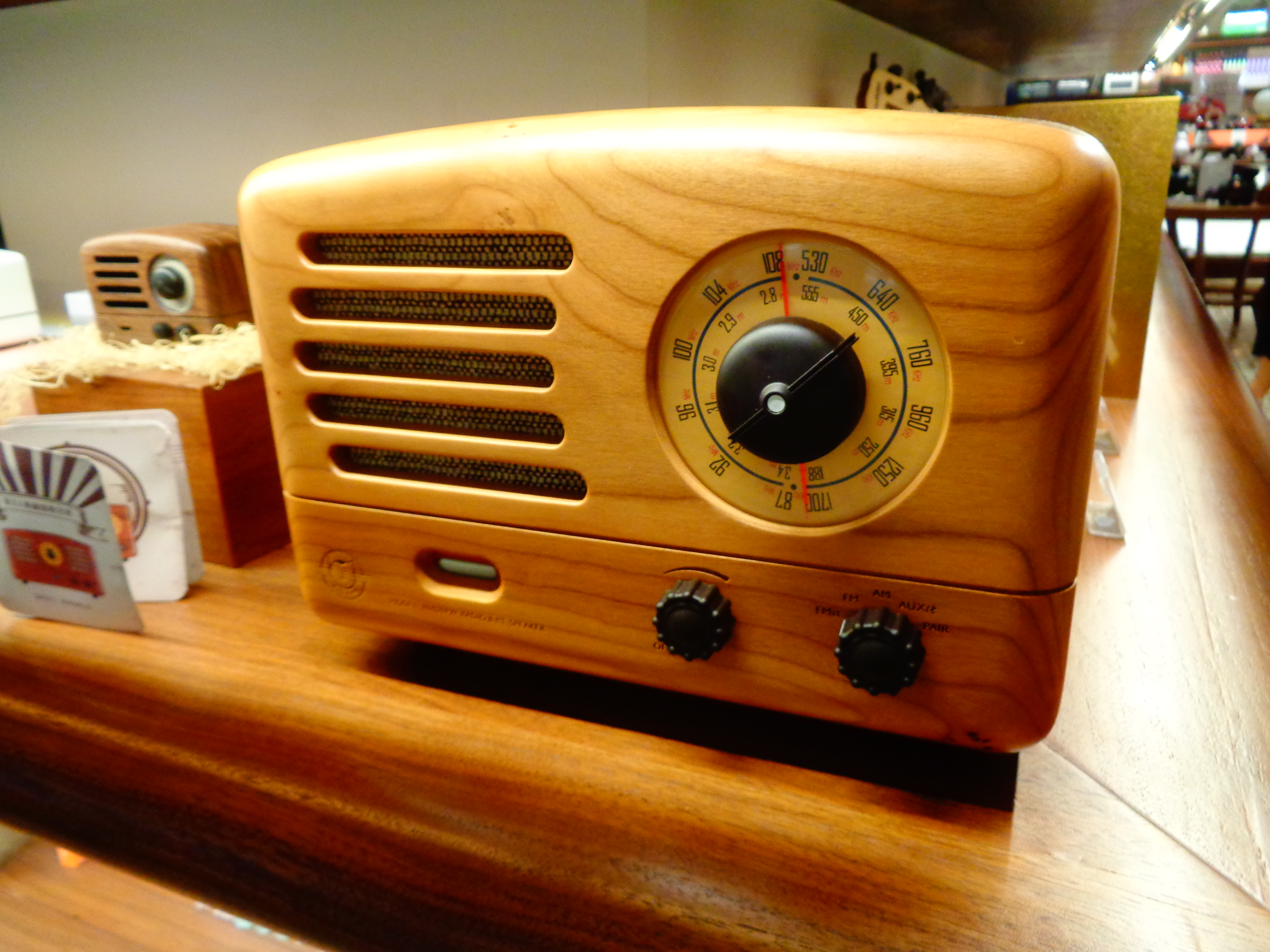

복고풍(復古風, retro style 레트로 스타일[*])는 복고주의를 지향하는 하나의 유행, 패션 스타일이다.

## 유래
회상, 회고, 추억이라는 뜻의 영어 ‘Retrospect’의 준말로 옛날의 상태로 돌아가거나 과거의 체제, 전통 등을 그리워하여 그것을 본뜨려고 하는 것을 말한다. 1970년대 후반까지의‘Retro’는 ‘뒤로’혹은‘되받아’의 뜻을 가진 접두어로서‘Pre’의 반대 의미로 사용되어 오다가 음악과 패션, 디자인 등에서 빈번하게 등장하여 하나의 현상으로 자리 잡게 되자 신조어로서 명사화되었다. 이러한 ‘레트로’가 패션에서 스타일의 한 형태가 된 것을 ‘레트로 룩’이라 하며 디자이너 입생로랑이 1971년 S/S 컬렉션에서 1940년대 패션을 재현시킴으로써 레트로룩이 한 장르로 등장하게 되었다. 패션에서의 레트로는 과거에 대한 향수를 느끼게 하는 복고주의 패션, 또는 과거 지나간 시대의 패션을 현 시대 사람들의 기호에 맞추어 재해석 하는 것을 의미한다.
이는 단순히 옛 것에 대한 향수를 표현하기 위해 과거의 것을 그대로 사용하는 것이 아니라 그 당시의 시대적 상황과 감각을 현대와 접목하여 현대적 감성에 맞는 새로운 의미와 가치를 창조하는 것이다. 따라서 각 시대별로 등장하는 레트로 룩을 통해 과거를 바라보는 그 시대의 지배적인 패러다임을 알 수 있다. 현대 복식에서 디자이너에게 무한한 아이디어의 원천이 되었다.

## 같이 보기
- 복고 마케팅
- 빈티지
- 레트로 게임

## 참고 문헌
- 이재정 • 박은경, 『라이프 스타일과 트렌드』, 예경, 2006.
- 키티 G. 디커슨, 장남경 옮김, 『패션 비즈니스의 내면』, 시그마 프레스, 2004.